# Valkenberg (Gilze)

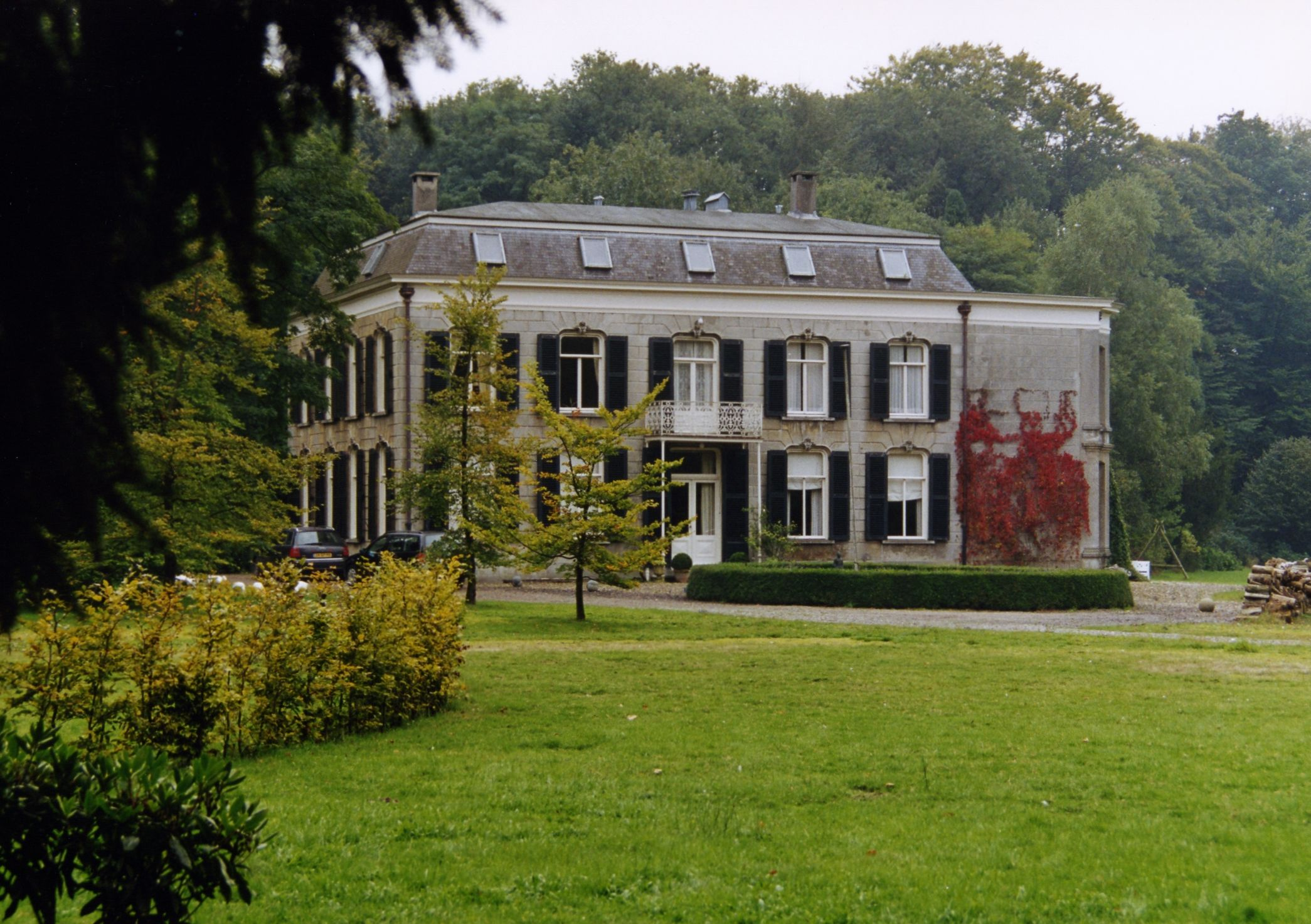
Landhuis Valkenberg

Valkenberg is de naam van een landgoed en landhuis in het uiterste westen van de gemeente Gilze en Rijen. Het meet 220 ha en is particulier bezit.
Het goed is bij de gemeentelijke herindeling van 1826, waarbij de gemeentegrens volgens de loop van een aantal beekjes werd vastgesteld, in een merkwaardige uitloper van de gemeente terechtgekomen, het ligt dichter bij plaatsen als Ulvenhout, niet ver van de buurtschap Geersbroek, Bavel en Chaam, dan bij Gilze.

## Bezitsgeschiedenis
De oudst bekende eigenares is ene joffrouw Lijsbeth van Valkenberg. In 1440 werd ene ridder Willem van Berchem genoemd als eigenaar. Vervolgens bleef het goed in bezit van nakomelingen van deze persoon. Uiteindelijk trad een zeker Frederik van Renesse aan, die echter zijn meeste bezittingen in de Spaanse Nederlanden had en in 1648 zijn bezit in de Republiek verkocht. Koper werd Antonius Crocq, die generaal in Staatse dienst was geweest en nu in ruste was en welgesteld. Hij liet hoeven bouwen en land ontginnen, en bouwde voor zichzelf een speelhuis. Na zijn dood in 1658 Een van zijn dochters, gehuwd met ene Jan de Villages, betrok het landhuis. Hij stierf op zijn beurt in 1682, waarop Jans weduwe de westelijke helft kreeg en familieleden van Crocq de oostelijke helft.
De westelijke helft raakte verwaarloosd, maar in 1736 kwam alles in één hand, en wel van de zoon van Jan de Villages, die getrouwd was met Anna Taets van Amerongen. Later hertrouwde hij, en een dochter uit zijn tweede huwelijk trouwde met Jan Carel van der Borch. Deze was kamerheer van stadhouder Willem V en buitengewoon gezant aan het Zweedse hof. Niettemin hield hij er een losbandige levensstijl op na. In 1770 kwam het goed aan Willem Frederik van der Borch en in 1772 aan Benjamin van der Borch. Deze persoon, die ook een aantal belangrijke functies had, bracht het landgoed weer op orde en ontwikkelde ook de landbouw weer. Ook liet hij in 1792 bij het landhuis een Engelse tuin aanleggen met een grote en een kleine vijver. Daarnaast liet hij hoeven en arbeiderswoningen bouwen.
Na de dood van Benjamin van der Borch in 1804 kwam het goed aan zijn dochter, Anna Carolina Lucile van der Borch (1778-1847). Deze trouwde met Stephanus Bernardus Jantzon van Nieuwland (1766-1828), die van 1815-1820 ook burgemeester van Breda was. Anna stierf kinderloos in 1847. Het goed kwam toen aan de tak Van der Borch van Verwolde. De laatste van hen was Frederica van der Borch, die kort na 1960 overleed. Daarna kwam het goed aan F.B.E. Prisse en het landhuis werd bewoond door een aan de familie Prisse geparenteerde barones Van Tuyll van Serooskerken.

## Landhuis en tuin
Het oudste gedeelte van het huidige landhuis is in de jaren 1770 gebouwd door Benjamin van der Borch. Eind negentiende eeuw werd het ingrijpend verbouwd. In 1906 is nog een dienstvleugel aangebouwd. Het huis is opgenomen in het register van rijksmonumenten.
De Engelse tuin werd door zowel Benjamin van der Borch als mevrouw Jantzon ontwikkeld, waarbij een harmonische overgang tussen park en agrarisch gebied werd nagestreefd. Naast een formeel lanenpatroon kwam er een afwisseling van open en beboste gedeelten. Ook de tuin en de ornamenten hierin, alsmede een aantal bijgebouwen van het landhuis, zijn geklasseerd als rijksmonument.
Valkenberg is, op de omgeving van het landhuis na, opengesteld voor het publiek.

## Keten van landgoederen
Het landgoed vormt vrijwel één geheel met de goederen Hondsdonk, Oud-Lugtenburg en Luchtenburg, die ten zuidwesten van Valkenberg gelegen zijn. Tezamen hebben ze een oppervlakte van 561 ha en sluiten op hun beurt weer aan bij de Strijbeekse Heide.

### Natuur
De bekenstelsels van de Chaamse Beek en de Bavelse Leij meanderen door de landgoederen. In de beken leeft het bermpje. In afgesneden beekarmen zijn dotterbloem en bittere veldkers aan te treffen. De aanwezige vogelkers-essenbossen staan bekend om bijzondere plantensoorten als witte rapunzel, slanke sleutelbloem, eenbes, gele dovenetel en muskuskruid. In de iets minder natte delen is eiken-haagbeukenbos met gulden boterbloem, bosanemoon, maagdenpalm en grote muur. In de drogere beuken-eikenbossen vindt men wilde appel, mispel, bosandoorn, donkersporig bosviooltje, witte veldbies, dalkruid en lelietje-van-dalen. Veel van deze soorten zijn in de Noord-Brabantse bossen zeldzaam. In houtwallen groeit salomonszegel en koningsvaren.
In de bossen treft men holenbroeders aan als bosuil, zwarte specht, andere spechtensoorten en de boomklever. Ook buizerd, wespendief, torenvalk, ransuil, fluiter, glanskop en houtsnip komen er voor.